# Formula–1 olasz nagydíj

2020-as toszkán nagydíj

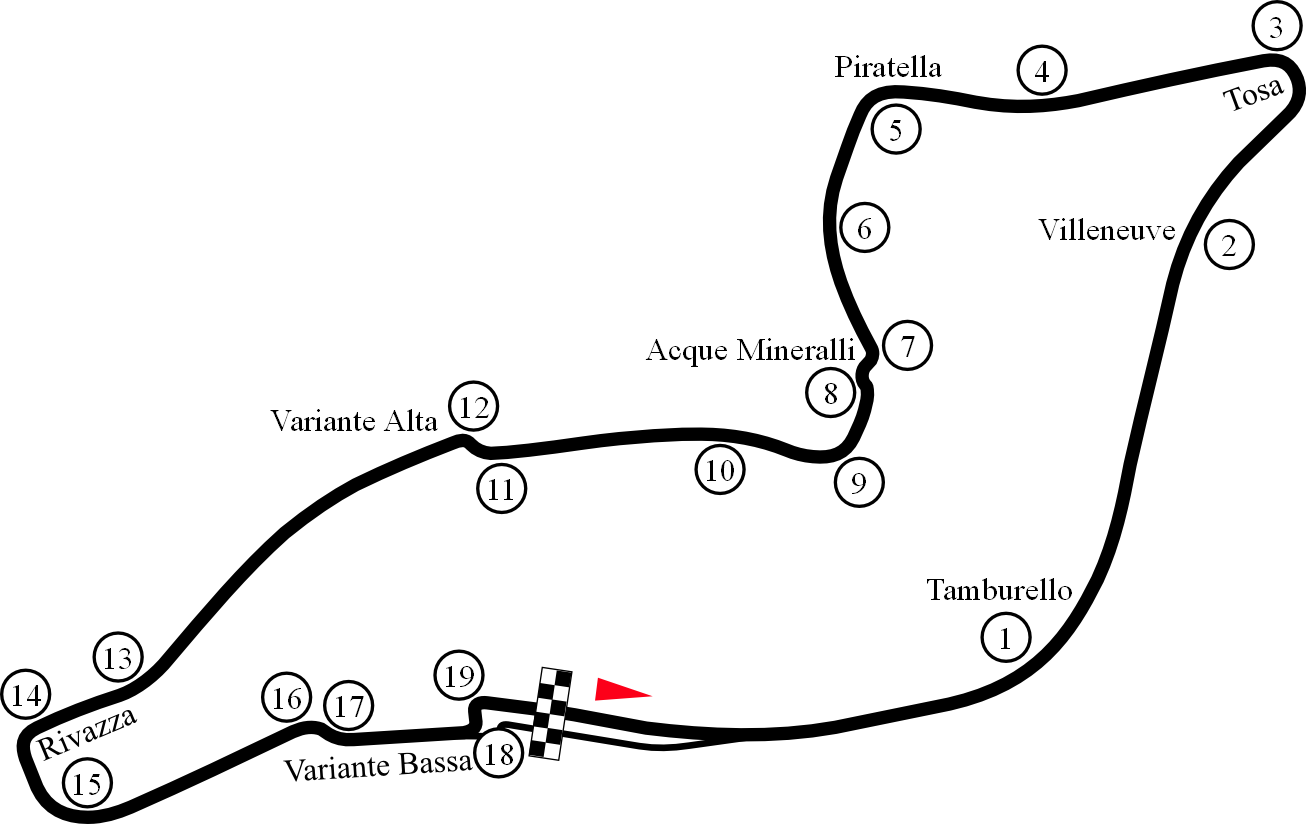
1980-as olasz nagydíj

Az olasz nagydíj (Gran Premio d'Italia) 1950 óta van jelen a Formula–1-es versenyek között. Rajta kívül a brit nagydíjat rendezik csak 1950 óta megszakítás nélkül.
Az 1980-as szezon és a 2020-as toszkán nagydíj kivételével minden versenyt a Milánó melletti Monzában rendeztek. 1980-ban a Bologna melletti Imolában, az Autodromo Enzo e Dino Ferrari adott otthont az olasz nagydíjnak. A toszkán nagydíjat a Mugello mellett lévő Autodromo Internazionale del Mugello pályán rendezték. 

## Győztesek
| Év      | Versenyző             | Konstruktőr           | Pálya   | Riport       |
| ------- | --------------------- | --------------------- | ------- | ------------ |
| 2024    | Charles Leclerc       | Ferrari               | Monza   | Összefoglaló |
| 2023    | Max Verstappen        | Red Bull-RBPT         | Monza   | Összefoglaló |
| 2022    | Max Verstappen        | Red Bull-RBPT         | Monza   | Összefoglaló |
| 2021    | Daniel Ricciardo      | McLaren-Mercedes      | Monza   | Összefoglaló |
| 2020[1] | Lewis Hamilton        | Mercedes              | Mugello | Összefoglaló |
| 2020[1] | Pierre Gasly          | AlphaTauri-Honda      | Monza   | Összefoglaló |
| 2019    | Charles Leclerc       | Ferrari               | Monza   | Összefoglaló |
| 2018    | Lewis Hamilton        | Mercedes              | Monza   | Összefoglaló |
| 2017    | Lewis Hamilton        | Mercedes              | Monza   | Összefoglaló |
| 2016    | Nico Rosberg          | Mercedes              | Monza   | Összefoglaló |
| 2015    | Lewis Hamilton        | Mercedes              | Monza   | Összefoglaló |
| 2014    | Lewis Hamilton        | Mercedes              | Monza   | Összefoglaló |
| 2013    | Sebastian Vettel      | Red Bull-Renault      | Monza   | Összefoglaló |
| 2012    | Lewis Hamilton        | McLaren-Mercedes      | Monza   | Összefoglaló |
| 2011    | Sebastian Vettel      | Red Bull-Renault      | Monza   | Összefoglaló |
| 2010    | Fernando Alonso       | Ferrari               | Monza   | Összefoglaló |
| 2009    | Rubens Barrichello    | Brawn GP              | Monza   | Összefoglaló |
| 2008    | Sebastian Vettel      | Toro Rosso-Ferrari    | Monza   | Összefoglaló |
| 2007    | Fernando Alonso       | McLaren-Mercedes      | Monza   | Összefoglaló |
| 2006    | Michael Schumacher    | Ferrari               | Monza   | Összefoglaló |
| 2005    | Juan Pablo Montoya    | McLaren-Mercedes      | Monza   | Összefoglaló |
| 2004    | Rubens Barrichello    | Ferrari               | Monza   | Összefoglaló |
| 2003    | Michael Schumacher    | Ferrari               | Monza   | Összefoglaló |
| 2002    | Rubens Barrichello    | Ferrari               | Monza   | Összefoglaló |
| 2001    | Juan Pablo Montoya    | Williams-BMW          | Monza   | Összefoglaló |
| 2000    | Michael Schumacher    | Ferrari               | Monza   | Összefoglaló |
| 1999    | Heinz-Harald Frentzen | Jordan-Honda          | Monza   | Összefoglaló |
| 1998    | Michael Schumacher    | Ferrari               | Monza   | Összefoglaló |
| 1997    | David Coulthard       | McLaren-Mercedes      | Monza   | Összefoglaló |
| 1996    | Michael Schumacher    | Ferrari               | Monza   | Összefoglaló |
| 1995    | Johnny Herbert        | Benetton-Renault      | Monza   | Összefoglaló |
| 1994    | Damon Hill            | Williams-Renault      | Monza   | Összefoglaló |
| 1993    | Damon Hill            | Williams-Renault      | Monza   | Összefoglaló |
| 1992    | Ayrton Senna          | McLaren-Honda         | Monza   | Összefoglaló |
| 1991    | Nigel Mansell         | Williams-Renault      | Monza   | Összefoglaló |
| 1990    | Ayrton Senna          | McLaren-Honda         | Monza   | Összefoglaló |
| 1989    | Alain Prost           | McLaren-Honda         | Monza   | Összefoglaló |
| 1988    | Gerhard Berger        | Ferrari               | Monza   | Összefoglaló |
| 1987    | Nelson Piquet         | Williams-Honda        | Monza   | Összefoglaló |
| 1986    | Nelson Piquet         | Williams-Honda        | Monza   | Összefoglaló |
| 1985    | Alain Prost           | McLaren-TAG           | Monza   | Összefoglaló |
| 1984    | Niki Lauda            | McLaren-TAG           | Monza   | Összefoglaló |
| 1983    | Nelson Piquet         | Brabham-BMW           | Monza   | Összefoglaló |
| 1982    | René Arnoux           | Renault               | Monza   | Összefoglaló |
| 1981    | Alain Prost           | Renault               | Monza   | Összefoglaló |
| 1980    | Nelson Piquet         | Brabham-Cosworth      | Imola   | Összefoglaló |
| 1979    | Jody Scheckter        | Ferrari               | Monza   | Összefoglaló |
| 1978    | Niki Lauda            | Brabham-Alfa Romeo    | Monza   | Összefoglaló |
| 1977    | Mario Andretti        | Lotus-Cosworth        | Monza   | Összefoglaló |
| 1976    | Ronnie Peterson       | March-Cosworth        | Monza   | Összefoglaló |
| 1975    | Clay Regazzoni        | Ferrari               | Monza   | Összefoglaló |
| 1974    | Ronnie Peterson       | Lotus-Cosworth        | Monza   | Összefoglaló |
| 1973    | Ronnie Peterson       | Lotus-Cosworth        | Monza   | Összefoglaló |
| 1972    | Emerson Fittipaldi    | Lotus-Cosworth        | Monza   | Összefoglaló |
| 1971    | Peter Gethin          | British Racing Motors | Monza   | Összefoglaló |
| 1970    | Clay Regazzoni        | Ferrari               | Monza   | Összefoglaló |
| 1969    | Jackie Stewart        | Matra-Cosworth        | Monza   | Összefoglaló |
| 1968    | Denny Hulme           | McLaren-Cosworth      | Monza   | Összefoglaló |
| 1967    | John Surtees          | Honda                 | Monza   | Összefoglaló |
| 1966    | Ludovico Scarfiotti   | Ferrari               | Monza   | Összefoglaló |
| 1965    | Jackie Stewart        | British Racing Motors | Monza   | Összefoglaló |
| 1964    | John Surtees          | Ferrari               | Monza   | Összefoglaló |
| 1963    | Jim Clark             | Lotus                 | Monza   | Összefoglaló |
| 1962    | Graham Hill           | British Racing Motors | Monza   | Összefoglaló |
| 1961    | Phil Hill             | Ferrari               | Monza   | Összefoglaló |
| 1960    | Phil Hill             | Ferrari               | Monza   | Összefoglaló |
| 1959    | Stirling Moss         | Cooper                | Monza   | Összefoglaló |
| 1958    | Tony Brooks           | Vanwall               | Monza   | Összefoglaló |
| 1957    | Stirling Moss         | Vanwall               | Monza   | Összefoglaló |
| 1956    | Stirling Moss         | Maserati              | Monza   | Összefoglaló |
| 1955    | Juan Manuel Fangio    | Mercedes-Benz         | Monza   | Összefoglaló |
| 1954    | Juan Manuel Fangio    | Mercedes-Benz         | Monza   | Összefoglaló |
| 1953    | Juan Manuel Fangio    | Maserati              | Monza   | Összefoglaló |
| 1952    | Alberto Ascari        | Ferrari               | Monza   | Összefoglaló |
| 1951    | Alberto Ascari        | Ferrari               | Monza   | Összefoglaló |
| 1950    | Giuseppe Farina       | Alfa Romeo            | Monza   | Összefoglaló |

## Legsikeresebb versenyzők
| Győzelmek | Versenyző          | Győztes évek                 |
| --------- | ------------------ | ---------------------------- |
| 5         | Michael Schumacher | 1996, 1998, 2000, 2003, 2006 |
| 5         | Lewis Hamilton     | 2012, 2014, 2015, 2017, 2018 |
| 4         | Nelson Piquet      | 1980, 1983, 1986, 1987       |
| 3         | Juan Manuel Fangio | 1953, 1954, 1955             |
| 3         | Stirling Moss      | 1956, 1957, 1959             |
| 3         | Ronnie Peterson    | 1973, 1974, 1976             |
| 3         | Alain Prost        | 1981, 1985, 1989             |
| 3         | Rubens Barrichello | 2002, 2004, 2009             |
| 3         | Sebastian Vettel   | 2008, 2011, 2013             |
| 2         | Alberto Ascari     | 1951, 1952                   |
| 2         | Phil Hill          | 1960, 1961                   |
| 2         | John Surtees       | 1964, 1967                   |
| 2         | Jackie Stewart     | 1965, 1969                   |
| 2         | Clay Regazzoni     | 1970, 1975                   |
| 2         | Niki Lauda         | 1978, 1984                   |
| 2         | Ayrton Senna       | 1990, 1992                   |
| 2         | Damon Hill         | 1993, 1994                   |
| 2         | Juan Pablo Montoya | 2001, 2005                   |
| 2         | Fernando Alonso    | 2007, 2010                   |
| 2         | Max Verstappen     | 2022, 2023                   |
| 2         | Charles Leclerc    | 2019, 2024                   |

Megjegyzés:
- ↑ 1:  — 2020-ban két olasz nagydíjat is rendeztek két egymást követő hétvégén a koronavírus-járvány miatt törölt futamok pótlása végett.

## Külső hivatkozások
- Hivatalos honlap
- Motorsport-Total.com